# Pulse (série de televisão)
Pulse é uma série de televisão americana de drama médico. Foi lançada na Netflix em 3 de abril de 2025.

## Premissa
A série acompanha a equipe do Hospital Maguire, o Centro de Trauma de Nível 1 mais movimentado de Miami, enquanto navegam por emergências médicas e relacionamentos pessoais. A jovem médica do pronto-socorro Danny Simms é inesperadamente promovida a Residente Chefe em meio às consequências de seu próprio relacionamento romântico.

## Elenco
- Willa Fitzgerald como Danielle “Danny” Simms
- Colin Woodell como Xander Phillips
- Justina Machado como Natalie Cruz
- Jack Bannon como Tom Cole
- Jessie T. Usher como Sam Elijah
- Daniela Nieves como Camila Perez
- Chelsea Muirhead como Sophie Chan
- Jessy Yates como Harper Simms

## Episódios

### 1.ª temporada (2025)
| N.º geral | N.º na temp. | Título      | Dirigido por | Escrito por        | Lançamento |
| --------- | ------------ | ----------- | ------------ | ------------------ | ---------- |
| 1         | 1            | Kate Dennis | Zoe Robyn    | 3 de abril de 2025 |            |
| 2         | 2            | Kate Dennis | ASD          | 3 de abril de 2025 |            |
| 3         | 3            | ASD         | ASD          | 3 de abril de 2025 |            |
| 4         | 4            | ASD         | ASD          | 3 de abril de 2025 |            |
| 5         | 5            | ASD         | ASD          | 3 de abril de 2025 |            |
| 6         | 6            | ASD         | ASD          | 3 de abril de 2025 |            |
| 7         | 7            | ASD         | ASD          | 3 de abril de 2025 |            |
| 8         | 8            | ASD         | ASD          | 3 de abril de 2025 |            |
| 9         | 9            | ASD         | ASD          | 3 de abril de 2025 |            |
| 10        | 10           | ASD         | ASD          | 3 de abril de 2025 |            |

## Produção

### Desenvolvimento
Em fevereiro de 2024, foi anunciado que Netflix havia dado um pedido de série para drama médico Pulse criada por Zoe Robyn, que também serviria como showrunner e produtora executiva ao lado de Carlton Cuse.

### Seleção de elenco
Justina Machado foi o primeiro membro do elenco anunciado. Em março de 2024, foi anunciado que Willa Fitzgerald e Colin Woodell haviam se juntado à série como protagonistas. Mais tarde naquele mês, foi anunciado que Jack Bannon, Jessie T. Usher, Daniela Nieves, Chelsea Muirhead e Jessy Yates haviam sido adicionados ao elenco.

## Lançamento
A série foi estreada no dia 3 de abril de 2025 na plataforma de streaming da Netflix contendo na primeira temporada 10 episódios.
No dia 2 de julho de 2025, a Netflix publicou oficialmente para o público que foi cancelado a criação de mais uma temporada. 